# Güsten
Güsten – miasto w Niemczech, w kraju związkowym Saksonia-Anhalt, w powiecie Salzland, siedziba gminy związkowej Saale-Wipper. Leży na zachód od Bernburg (Saale), nad rzeką Liethe.
1 stycznia 2010 do miasta przyłączono gminę Amesdorf.

## Współpraca
Miejscowość partnerska:
- Kreiensen, Dolna Saksonia